# Roberto Conti
Roberto Conti (født 16. december 1964) i Faenza (Ra), Italien. Han er en tidligere italiensk cykelrytter, vis største sejr kom i Tour de France 1994 da han vandt etapen op til Alpe d'Huez efter et udbrud. Hans professionelle karriere sluttede i 2003.
Teams:
- 1986: Santini – Cierre (Italien)
- 1987: Selca – Conti – Galli (Italien)
- 1988: Selca – Conti (Italien)
- 1989: Selca – Conti (Italien)
- 1990: Ariostea (Italien)
- 1991: Ariostea (Italien)
- 1992: Ariostea (Italien)
- 1993: Ariostea (Italien)
- 1994: Lampre – Panaria (Italien)
- 1995: Lampre – Panaria (Italien)
- 1996: Panaria – Vinavil (Italien)
- 1997: Mercatone Uno (Italien)
- 1998: Mercatone Uno – Bianchi (Italien)
- 1999: Mercatone Uno – Bianchi (Italien)
- 2000: Vini Caldirola – Sidermec (Italien)
- 2001: Cantina Tollo – Acqua e Sapone (Italien)
- 2002: Acqua e Sapone – Cantina Tollo (Italien)
- 2003: Mercatone Uno – Scanavino (Italien)